# Província d'El Jadida
La província d'El Jadida (en àrab إقليم الجديدة, iqlīm al-Jadīda; en amazic ⵜⴰⵙⴳⴰ ⵏ ⵊⴷⵉⴷⴰ, tasga n Mazagen) és una de les províncies del Marroc, fins 2015 part de la regió de Doukkala-Abda i actualment de la de Casablanca-Settat. Té una superfície de 3.870 km² i 1.128.098 habitants censats en 2006. La capital és Al-Djadida. Fou creada en 1967 desmembrada de la prefectura de Casablanca

## Divisió administrativa
La província d'El Jadida consta de 3 municipis i 24 comunes:
| Nom                        | Codi geogràfic | Tipus        | Llars | Població (2004) | Estrangers | Nacionals | Notes |
| -------------------------- | -------------- | ------------ | ----- | --------------- | ---------- | --------- | --- |
| Azemmour                   | 181.01.01.     | Municipi     | 8080  | 36722           | 26         | 36696     | |
| Al-Djadida                 | 181.01.03.     | Municipi     | 31602 | 144440          | 384        | 144056    | |
| Bir Jdid                   | 181.01.05.     | Municipi     | 3091  | 15267           | 14         | 15253     | |
| Chtouka                    | 181.03.01.     | Comuna rural | 4541  | 28939           | 3          | 28936     | |
| Haouzia                    | 181.03.03.     | Comuna rural | 5989  | 34607           | 14         | 34593     | |
| Laghdira                   | 181.03.05.     | Comuna rural | 2630  | 16879           | 12         | 16867     | |
| Lamharza Essahel           | 181.03.07.     | Comuna rural | 2766  | 15938           | 0          | 15938     | |
| Oulad Rahmoune             | 181.03.09.     | Comuna rural | 3414  | 20239           | 0          | 20239     | |
| Sidi Ali Ben Hamdouche     | 181.03.11.     | Comuna rural | 5158  | 28685           | 7          | 28678     | 3597 residents viuen al centre, anomenat Sidi Ali Ban Hamdou; 25088 residents viuen en zones rurals. |
| Moulay Abdallah            | 181.05.01.     | Comuna rural | 8909  | 45780           | 28         | 45752     | 6482 residents viuen al centre, anomenat Moulay Abdallah, 3889 residents viuen al centre, anomenat Oulad Ghadbane, i 981 residents viuen al centre, anomenat Sidi Bouzid; 34428 residents viuen en zones rurals. |
| Oulad Aissa                | 181.05.03.     | Comuna rural | 3430  | 21779           | 0          | 21779     | |
| Oulad Ghanem               | 181.05.05.     | Comuna rural | 3438  | 22342           | 0          | 22342     | |
| Oulad Hcine                | 181.05.07.     | Comuna rural | 4626  | 27475           | 0          | 27475     | |
| Sidi Abed                  | 181.05.09.     | Comuna rural | 3627  | 20854           | 0          | 20854     | |
| Sidi M'Hamed Akhdim        | 181.05.11.     | Comuna rural | 1680  | 10745           | 0          | 10745     | |
| Boulaouane                 | 181.09.01.     | Comuna rural | 2319  | 14404           | 0          | 14404     | |
| Chaibate                   | 181.09.03.     | Comuna rural | 1738  | 9590            | 1          | 9589      | |
| Mettouh                    | 181.09.05.     | Comuna rural | 4228  | 25587           | 1          | 25586     | |
| Mogress                    | 181.09.07.     | Comuna rural | 2380  | 15050           | 0          | 15050     | |
| Oulad Hamdane              | 181.09.09.     | Comuna rural | 2749  | 15205           | 0          | 15205     | |
| Oulad Sidi Ali Ben Youssef | 181.09.11.     | Comuna rural | 1783  | 10854           | 1          | 10853     | |
| Oulad Frej                 | 181.09.13.     | Comuna rural | 3411  | 17047           | 2          | 17045     | 10387 residents viuen al centre, anomenat Oulad Frej; 6660 residents viuen en zones rurals. |
| Sebt Saiss                 | 181.09.15.     | Comuna rural | 1949  | 11212           | 0          | 11212     | |
| Si Hsaien Ben Abderrahmane | 181.09.17.     | Comuna rural | 1155  | 6507            | 0          | 6507      | |
| Sidi Smail                 | 181.09.19.     | Comuna rural | 4264  | 24569           | 2          | 24567     | 4244 residents viuen al centre, anomenat Sidi Smaïl; 20325 residents viuen en zones rurals. |
| Zaouiat Saiss              | 181.09.21.     | Comuna rural | 1526  | 9519            | 0          | 9519      | |
| Zaouiat Lakouacem          | 181.09.23.     | Comuna rural | 2153  | 12726           | 4          | 12722     | |